# Whitney (Nebraska)
Pour les articles homonymes, voir Whitney.
Whitney est un village du comté de Dawes, dans l'État du Nebraska, aux États-Unis. En 2020, il comptait une population de 62 habitants.